# Суський замок
Суський замок (пол. Zamek Suski) — ренесансний замок, розташований біля підніжжя гори Ясень у місті Суха-Бескидська Малопольського воєводства в Польщі. Замок часто називають «маленьким Вавелем» через його схожість (особливо подвір'я) із Краківським королівським замком. 

## Історія

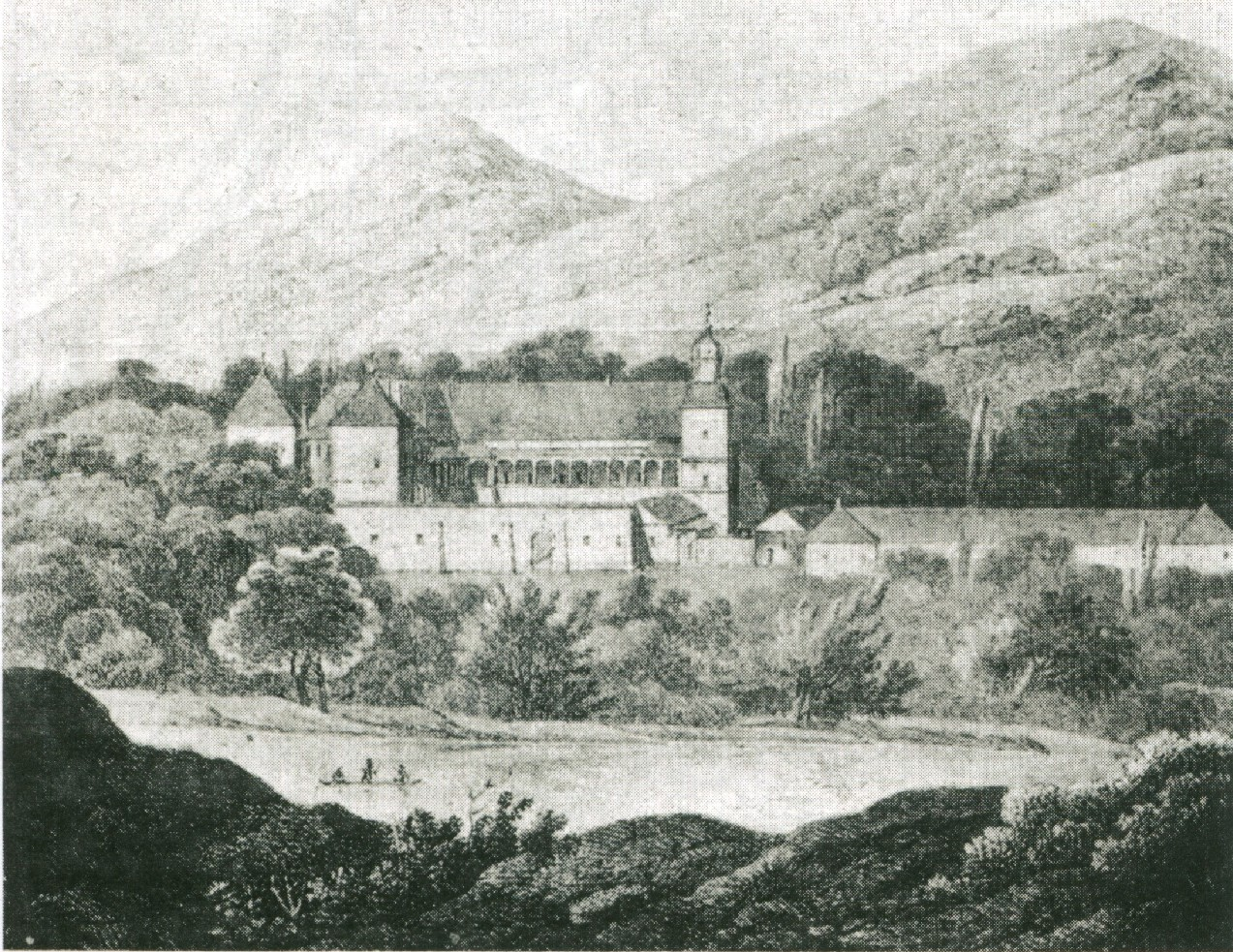
Замок у першій половині XVIII століття

На місці нинішнього замку, швидше всього, раніше існувала шляхетська садиба Слупських, яка була знищена під час пожежі. Виникнення Суського замку пов'язане з іменем Каспера Суського, який спорудив (ймовірно, у 1554—1580 роках) кам'яну садибу оборонного характеру. Її залишки в наш час є частиною розбудованого пізніше південного крила замку. Відомий один із тодішніх архітекторів, який працював над будівництвом замку в 1580 році  — Григорій Качоровський. 
У 1608 році замок став власністю родиниКоморовських. Перший власник з цієї родини  — Петро Коморовський, значно розбудував замок, постав характерний трикрилий уклад замку, який зберігся донині. Деякі особливості архітектурного стилю замку вказують на те, що у його перебудові, ймовірно, брав участь Паулюс Бодарт, який був архітектором польського магната Миколая Зебжидовського з сусідньої Кальварії. Чергову розбудову замку здійснила на початку XVIII століття Анна В'єльопольська, яка добудувала дві вежі та модернізувала інтер'єр замку. В'єльопольські найдовше були власниками замку: з 1665 по 1843 рік. 
У 1843 році замок купив польський колекціонер і мандрівник, граф Александр Браницький. У 1882—1887 роках його син — граф Владислав Браницький вирішив здійснити генеральну реставрацію замку під керівництвом Тадеуша Стриєнського. Однак, вже через кілька років, у 1905 році, замок знищила пожежа. За його відбудову знову взявся Стриєнський. До 1843 року замок ще оточував високий оборонний мур, що досягав висоти першого поверху. Родина Браницьких вирішила його знести та спорудити замість нього огорожу із залізних прутів. 
У 1922 році замок перейшов у власність родини Тарновських, які володіли ним аж до початку Другої світової війни. Під час обох світових воєн у замку розміщувався шпиталь для солдатів. Після Другої світової війни, занедбаний колишніми власниками, замок виконував різні функції: тут розміщувалися гімназія (перетворена на загальноосвітній ліцей), гуртожиток ліцею, меблева фабрика, склад. Лише у 1975 році Державне зібрання мистецтва на Вавелю ухвалило рішення відкрити в замку філію вавельського музею. Було розпочато генеральну реставрацію та реконструкцію об'єкта, яка тривала до 1991 року.  
У 1996 році замок передали у користування місту Суха-Бескидська, а у 2016 році він став власністю міста. В наш час у замку розміщується міський музей, міський центр культури, а також готель та ресторан «Каспер Суський».  

## Архітектура
Замок має просту конструкцію та складається з трьох крил. Замкове подвір'я відкрите на схід, над замком височіє чотири висунуті назовні вежі. Південне та західне крила двоповерхові, а північне — одноповерхове. З боку подвір'я, вищі крила оздоблені клуатрами. 
Головною залою замку є так звана Маршальська зала (Лицарська) — у ній відбувалися великі придворні церемонії. Зі старих інтер'єрів зали зберігся лише кам’яний камін. 
З-поміж інших замкових приміщень заслуговує на увагу замкова каплиця, що знаходиться у годинниковій вежі. Її стіни вкриті поліхромією, яка однак погано збереглася. 

## Замковий парк
Поблизу замку, з його південного боку, знаходиться великий парк, закладений у XIX столітті. У парку переважають типові для Польщі дерева: ясени, дуби, липи та граби. Багато видів рослин, завезених у парк, не прижилися, винятками стали платан лондонський, червоний дуб, сосна Веймута та червоний бук. Посеред парку є просторий луг, за яким знаходиться невеликий ставок. Через парк протікає кілька струмків, над якими перекинуто кам'яні містки. 
Невеликий італійський сад з квітами та городиною існував вже за часів Каспера Суського. На початку XVIII століття Анна В'єльопольська розширила його площу. У той час він мав вигляд барокового саду з геометрично сформованими кущами. Тоді ж було споруджено оранжерею. На початку XIX століття В'єльопольські перепланували парк, надавши йому характеру ландшафтного парку. Остаточної форми романтичного ландшафтного парку йому надали Браницькі, які посадили тут нові види дерев та чагарників, а також перебудували оранжерею у неоготичному стилі. Парк кілька разів руйнувався річковими паводками, в тому числі у 1784 році. 
У південному кінці парку знаходиться так званий Будинок садівника — колишні господарські будівлі замку. 

## Замкова бібліотека
У залах на першому поверсі південного крила замку колись розміщувалася багаті бібліотечно-музейні колекції родини Браницьких, а згодом Тарновських. Александр Браницький та його син Владислав створили своє зібрання завдяки закупівлі різних польських та зарубіжних колекцій. Родина Браницьких збирала різні предмети: картини, скульптури, графіку, військові предмети, масонські пам'ятки, монети, медалі, архівні матеріали, історичні та літературні рукописи, стародруки та книги. Бібліотечна колекція, що налічувала 55 000 томів (за переписом 1932 року), також містила такі цінні об'єкти, як пергаментну біблію XIII століття, прикрашену ілюмінаціями, 22 інкунабули та 666 томів друкованих книг з XVI століття. Замкова бібліотека була важливим культурним центром, її ресурсами користалися у тому числі викладачі Ягеллонського та Львівського університетів. 
Під час Другої світової війни значна частина колекції була знищена, а решта була вивезена. В наш час частину колекції та архівів Суського замку можна побачити в Ягеллонській бібліотеці. Зібрання картин значною мірою потрапили до краківських музеїв, у тому числі до музею на Вавелі.Натомість, рисунки та графіка потрапили до Національної бібліотеки Польщі. 

## Світлини

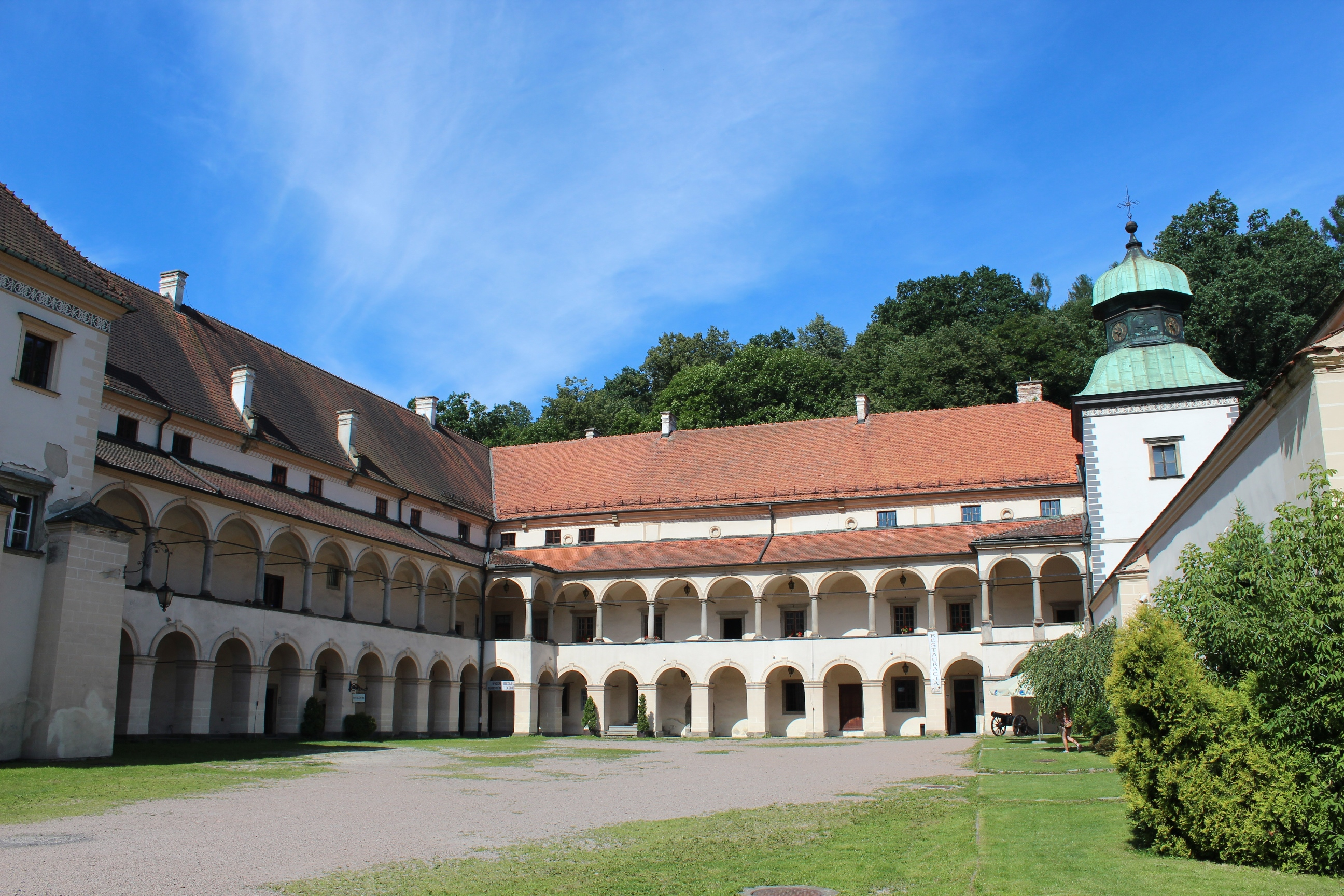
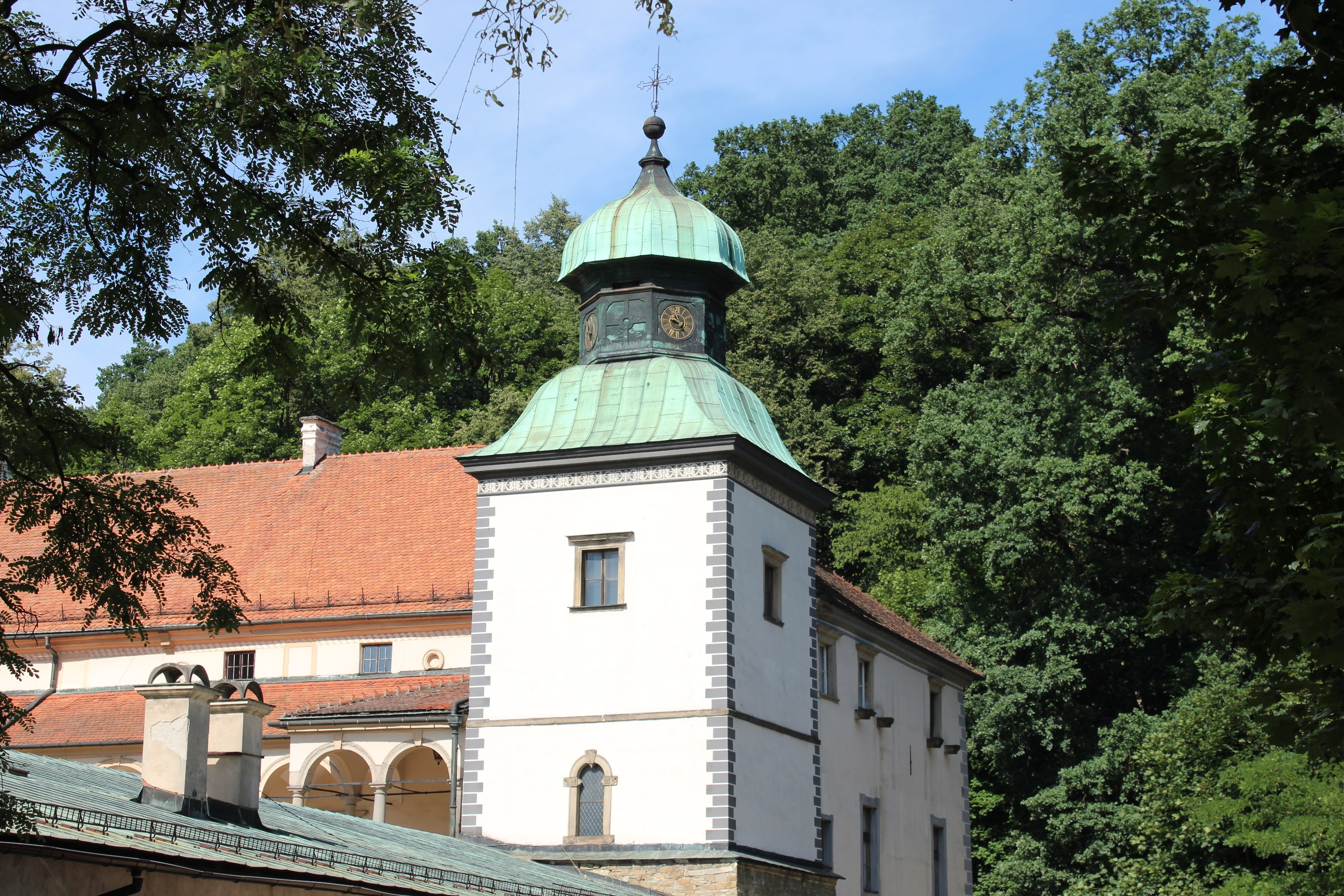
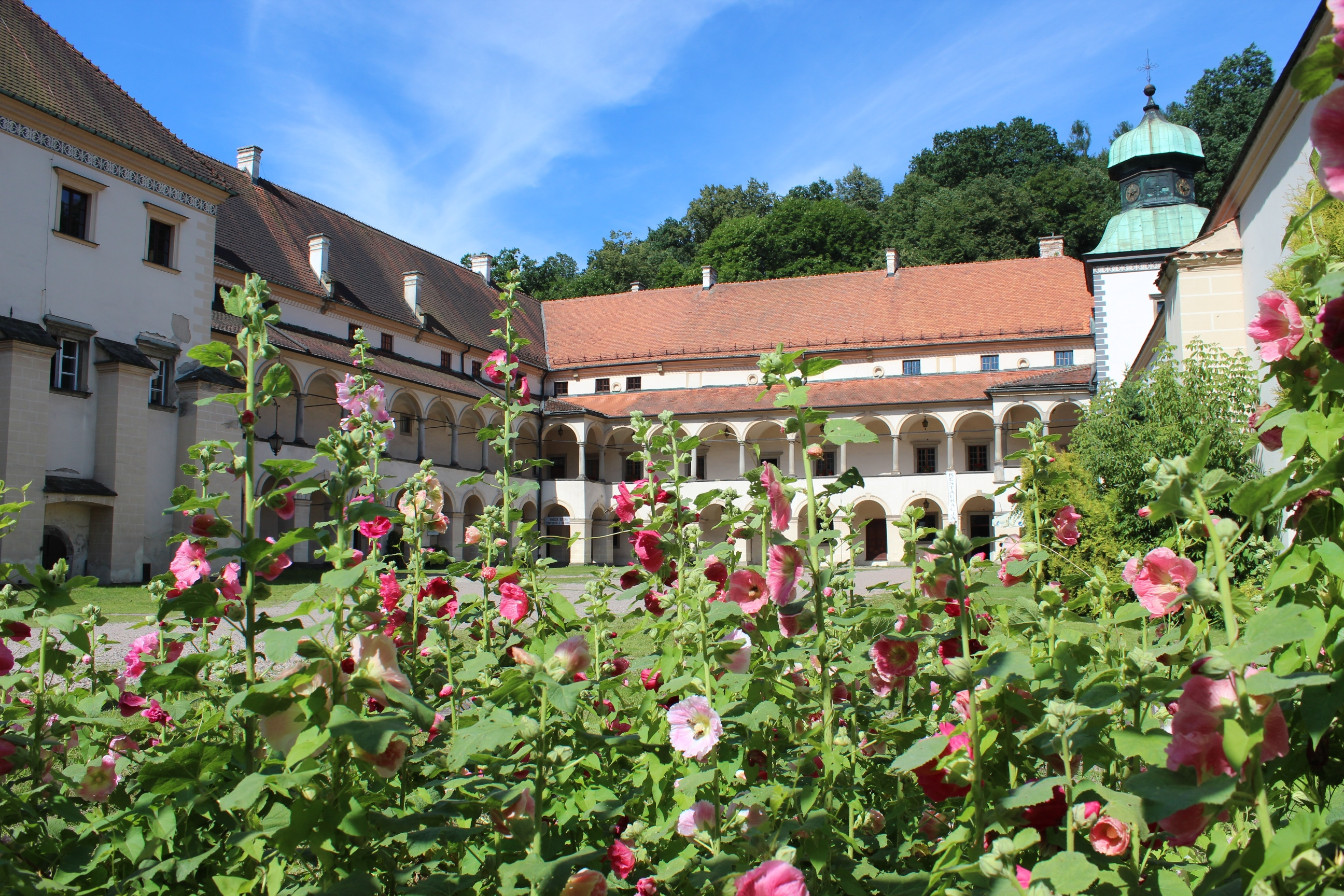
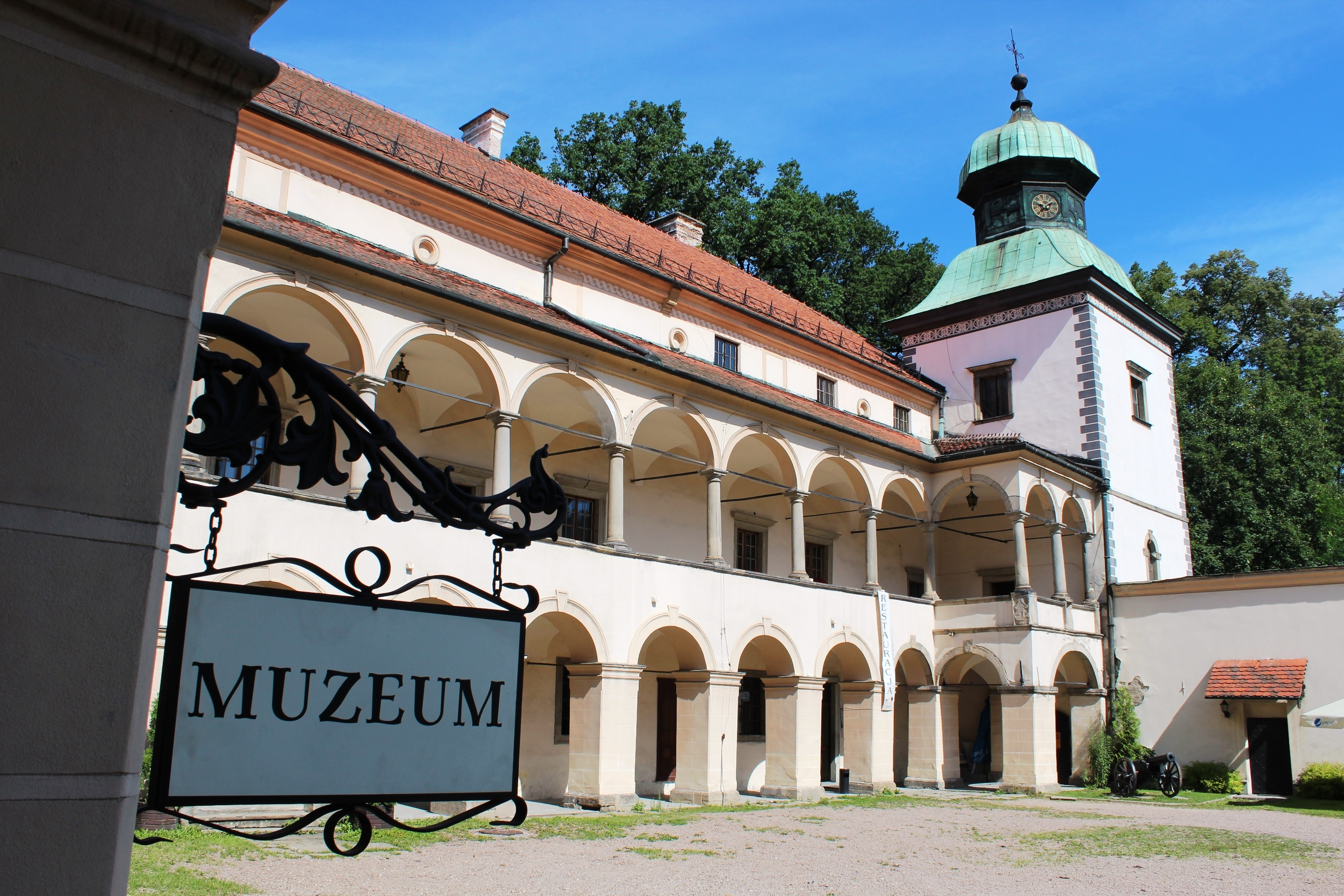
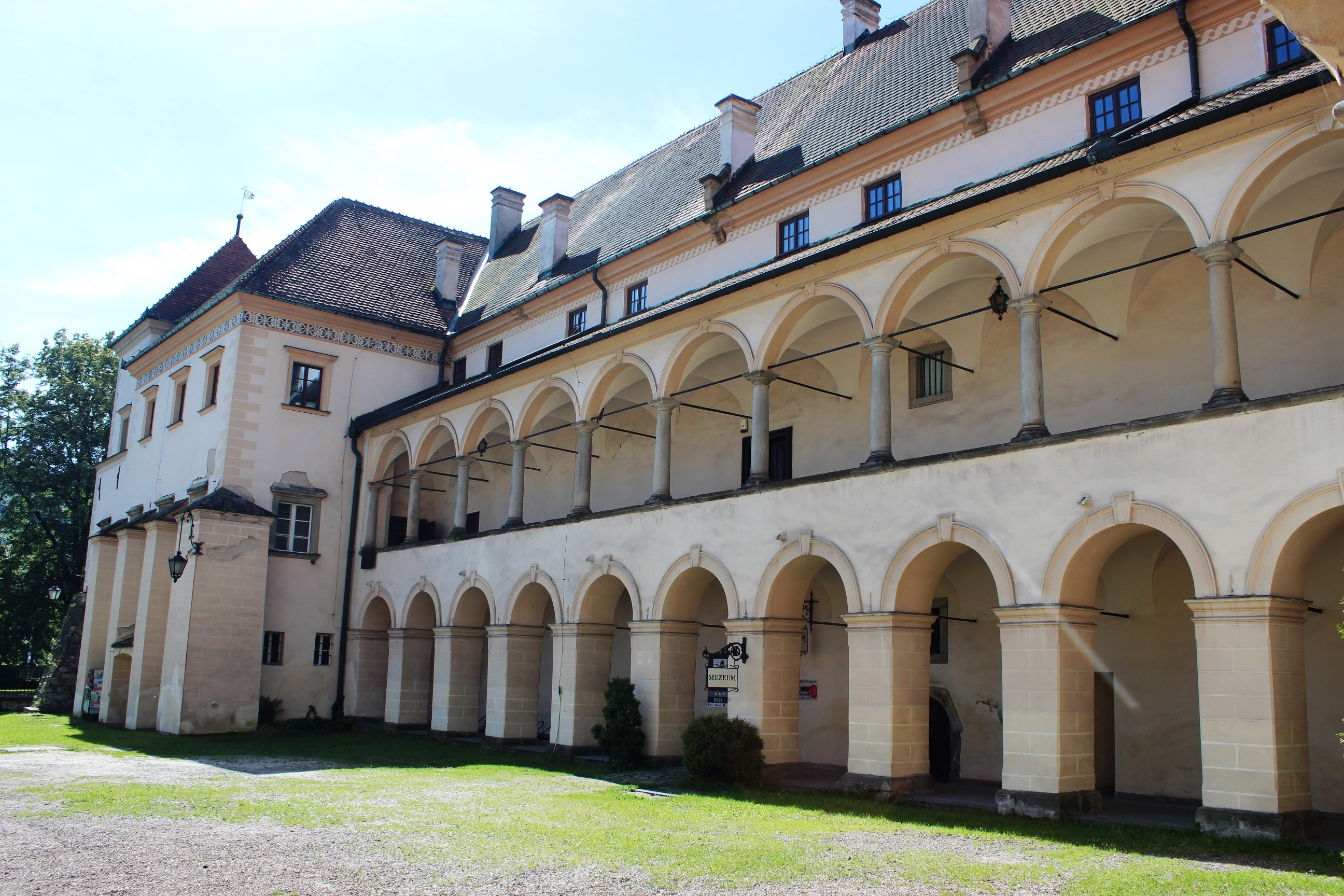
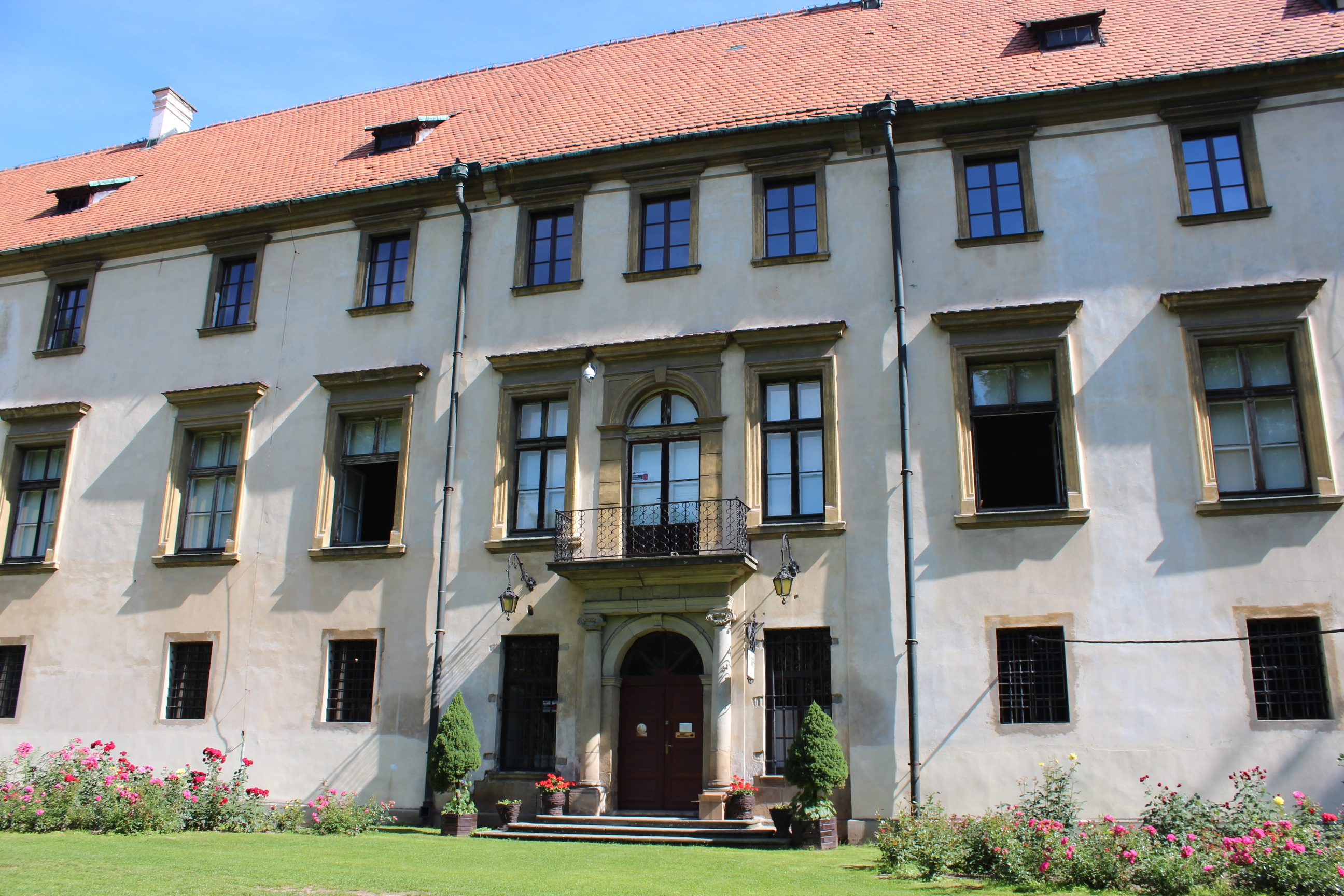
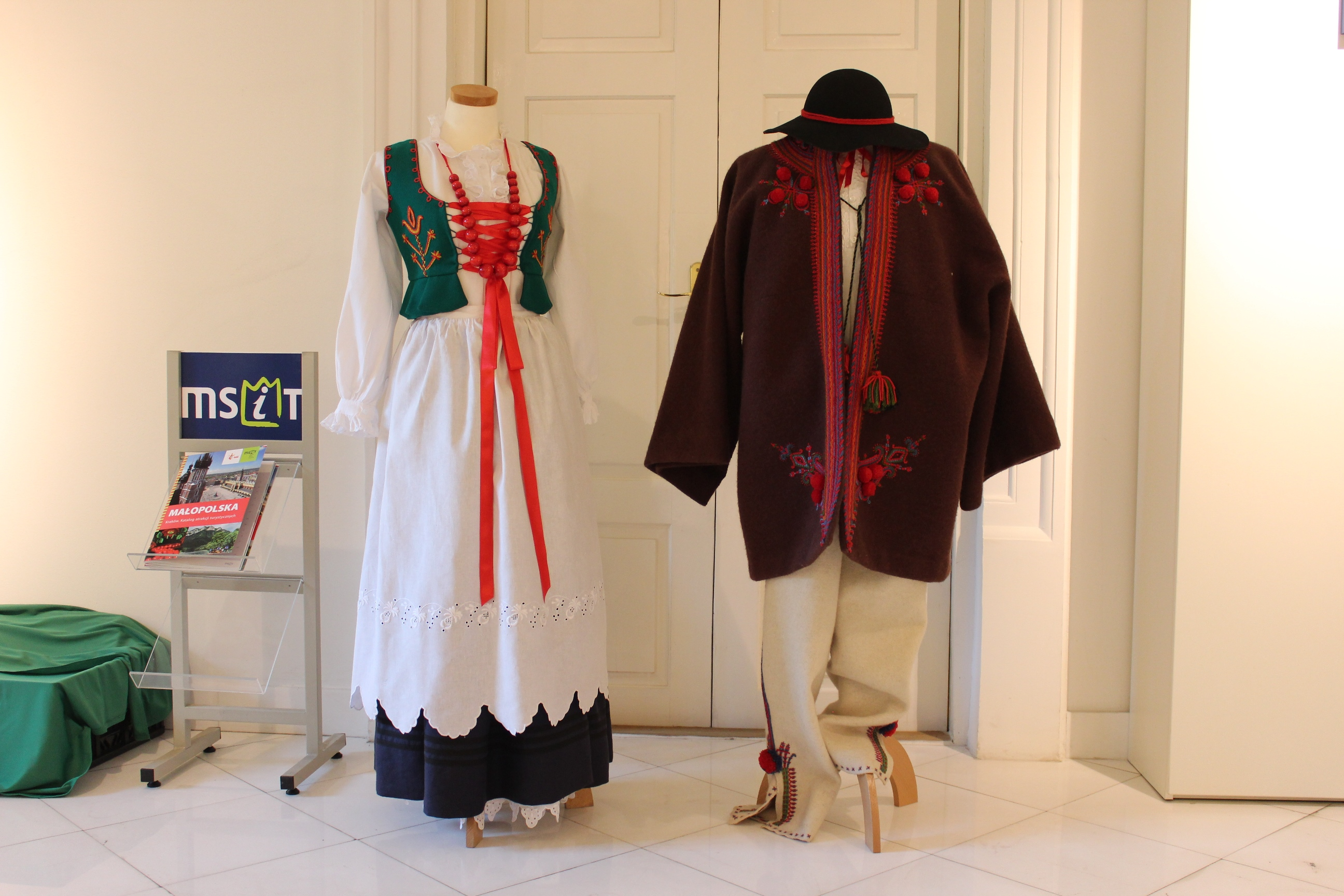
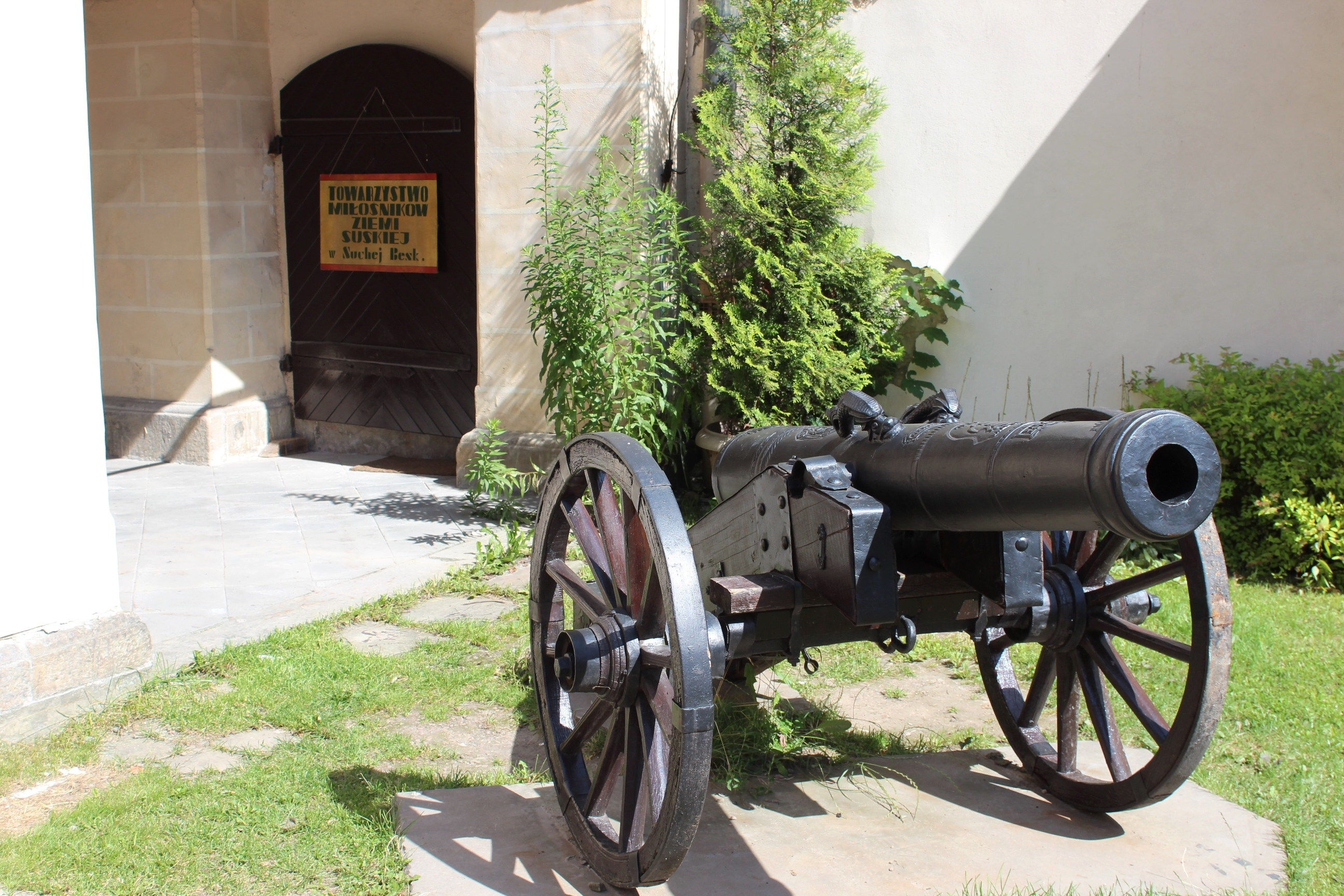